# 火儿忽
火儿忽（?—?），元朝蒙古宗王。孛儿只斤氏。成吉思汗的玄孙，拖雷的曾孙，蒙哥之孙，昔里吉之子。一些学者认为他是昔里吉之孙，兀鲁思不花的儿子。
元世祖至元二十一年（1284年）四月，火儿忽等所部民户告饥，忽必烈说：“饥民不救，储粮何为？”发万石赈济。泰定帝泰定二年（1325年），其兄嘉王晃火帖木儿改封并王，仍赐兽纽金印，泰定帝以嘉王之兽纽金印赐给火儿忽，火儿忽封嘉王。